# Universitaria (Manizales)
La comuna Universitaria es parte de la ciudad de Manizales, en el departamento de Caldas, Colombia. Antes Comuna 9, está conformada por 11 barrios; limita con las comunas de La Fuente y Palogrande y con el corregimiento Corredor Agroturístico. La comuna posee 207 hectáreas de extensión.

## División
La comuna está conformada por 11 barrios, los cuales son:
| - Aranjuéz - Betania - Camilo Torres - Fátima - Kennedy - La Pelusa | - La Playita - Las Colinas - Malhabar - Pío XII - Vivienda Popular |

## Sitios de interés
Aranjuéz
- Empresa de Teléfonos de Caldas
- Aguas de Manizales
- Teletón Manizales

Malhabar
- Casa de la Cultura

Fátima
- Iglesia Nuestra Señora de Fátima

Las Colinas
- Terminal de Transportes de Manizales

Pío XII
- Iglesia Pío XII